# Bennett Makalo Khaketla
Bennett Makalo Khaketla (* 1913 in Qacha’s Nek, Basutoland, heute Lesotho; † 9. Januar 2000 in Maseru; gelegentlich auch Bennet Makalo Khaketla) war ein lesothischer Politiker, Schriftsteller, Linguist, Journalist und Lehrer. Die meisten seiner Werke schrieb er auf Sesotho.

## Leben

### Ausbildung und Lehrämter
Khaketla begann seine Ausbildung zum Primarschullehrer in Basutoland, wechselte dann aber nach Südafrika, wo er 1932 in Mariazell sein Primary Teacher’s Certificate erwarb. Er unterrichtete 1933 bis 1939 an der St. Patrick’s Anglican School in Bloemfontein und in der Folge an weiteren Schulen in Südafrika und Basutoland. 1942 erwarb Khaketla im Fernstudium einen Bachelor of Arts an der University of South Africa. Er lehrte am Morija Training College in Morija, wo er seine spätere Frau ’Masechele Caroline Ntšeliseng Ramolahloane kennenlernte. 1946 heirateten sie. 1946 bis 1950 war er erstmals – zusammen mit seiner Frau – an der Basutoland High School (heute Lesotho High School) in Maseru angestellt. 1950 mussten sie aus politischen Gründen nach Südafrika emigrieren, wo er 1951 eine Stelle als Schulleiter der Charterson High School in Nigel fand. 1952 konnte das Paar an die Basutoland High School zurückkehren.

### Politische Karriere
Khaketla war Ende der 1940er Jahre Councillor („Ratsherr“) im Maseru-Distrikt und Mitglied des Basutoland National Council. Zusammen mit dem panafrikanischen Politiker Ntsu Mokhehle, dem Südafrikaner Zephania Lekoane Mothopeng und Maile Emsley Maema, der damals der Basutoland Progressive Association angehörte, gab er die politische Zeitung Mohlabani („Der Krieger“) heraus, die mit Hilfe des Südafrikaners Patrick Duncan in Kapstadt gedruckt wurde.
Khaketla war Mitglied der Partei Mokhehles, des 1952 gegründeten Basutoland African Congress (später Basotho Congress Party). 1961 überwarf er sich zusammen mit anderen Parteimitgliedern mit Mokhehle, dem er einen autoritären Führungsstil vorwarf, und gründete die Basutoland Freedom Party (BFP). In dieser Zeit nahm er an einem Seminar für potenzielle Führungskräfte der „Dritten Welt“ der Harvard University Centre for International Studies teil. Die BFP fusionierte 1962 mit der royalistischen Marema Tlou zur Marematlou Freedom Party (MFP), Khaketla wurde ihr Generalsekretär. Bei der Wahl 1965 blieb die MFP jedoch weitgehend erfolglos.
1964 war er erster Chairman des Konzils der University of Basutoland, Bechuanaland Protectorate and Swaziland. Nach der Annullierung der Ergebnisse der Wahl 1970 durch die Regierung von Leabua Jonathan (Basotho National Party) wurde er wie viele andere Oppositionelle unter Hausarrest gestellt und durfte unter Jonathan keine politischen Ämter mehr bekleiden. Nach dem Militärputsch 1986 und dem zeitweiligen Machtzuwachs des ihm nahestehenden Königs Moshoeshoe II. übernahm er das Amt des Ministers für Justiz und Haftanstalten. Er wurde jedoch schon bald entlassen. Nach der Rückkehr zur Demokratie und der Wahl im Jahr 1993 trat er im selben Wahlkreis wie Ntsu Mokhehle an und verlor hoch gegen ihn.

### Literarisches Schaffen
1947 kam Khaketlas Theaterstück Moshoeshoe le baruti („Moshoeshoe und die Missionare“) heraus. 1951 erschien sein erster Roman, Mookho ea thabo (etwa: „Freudentränen“). Er veröffentlichte in den 1950er Jahren außerdem die Erzählung Tholoana tsa sethepu (etwa: „Die Früchte der Vielweiberei“) und das Theaterstück Bulane. Außerdem verfasste er in dieser Zeit die Gedichtsammlung Lipshamathe (etwa: „Erstaunliche Angelegenheiten“) und zwei Lehrbücher über Sprache und Grammatik des Sesotho. In der Folge wurden seine Werke kritischer; er verfasste vor allem antikolonialistische Schriften. 1960 erschien sein Roman Mosali a nkhola (etwa: „Die Frau betrügt mich“) in Johannesburg.
1972 erschien in den Vereinigten Staaten mit Lesotho, 1970: a coup under the microscope seine Abrechnung mit dem Verhalten der Jonathan-Regierung im Jahr 1970. 1989 veröffentlichte er seine Neuübersetzung der Bibel in das Sesotho.

### Familie
Mit seiner Frau hatte Khaketla fünf Kinder, darunter die 1960 geborene Mathematikerin 'Mamphono Khaketla, die von 2007 bis 2012 als Bildungsministerin und im Kabinett Mosisili IV von 2015 bis 2016 als Finanzministerin und von 2016 bis 2017 als Außenministerin amtierte. Bennett Makalo Khaketla starb im Jahr 2000 an einer Krebserkrankung.

## Auszeichnungen
- 1996: Ehrendoktorwürde der National University of Lesotho

## Werke
- 1947: Moshoeshoe le baruti
- 1951: Mookho ea thabo
- 1954: Tholoana tsa sethepu
- 1954: Lipshamathe
- 1958: Bulane
- 1960: Mosali a nkhola
- 1972: Lesotho, 1970: a coup under the microscope
- 1989: Bibele (Übersetzung)